# كاث سوسي
كاث سوسي (بالإنجليزية: Kath Soucie)‏ (و. 1967  م) هي ممثلة صوت، وممثلة مسرحية أمريكية، ولدت في كليفلاند، أوهايو.

## التعليم
تعلمت في الأكاديمية الأميركية للفنون المسرحية.

## وصلات خارجية
- كاث سوسي على موقع IMDb (الإنجليزية)
- كاث سوسي على موقع ميتاكريتيك (الإنجليزية)
- كاث سوسي على موقع قاعدة بيانات الأفلام العربية
- كاث سوسي على موقع ألو سيني (الفرنسية)
- كاث سوسي على موقع ميوزك برينز (الإنجليزية)
- كاث سوسي على موقع أول موفي (الإنجليزية)
- كاث سوسي على موقع قاعدة بيانات الأفلام السويدية (السويدية)
- كاث سوسي على موقع إن إن دي بي (الإنجليزية)
- كاث سوسي على موقع ديسكوغز (الإنجليزية)
- كاث سوسي على موقع قاعدة بيانات الفيلم (الإنجليزية)